# Dendrothele lepra
Dendrothele lepra är en svampart som först beskrevs av Berk. & Broome, och fick sitt nu gällande namn av P.A. Lemke 1965. Dendrothele lepra ingår i släktet Dendrothele och familjen Corticiaceae.   Inga underarter finns listade i Catalogue of Life.